# Carcinoma intraósseo primário
O carcinoma intraósseo primário (CIOP) é uma neoplasia odontogênica maligna muito rara. Segundo a Classificação de 2017 da OMS das lesões orais, o CIOP se desenvolve no interior dos ossos gnáticos, sem contato inicial com a mucosa oral, desenvolvendo-se a partir de restos epiteliais odontogênicos.

## Sinais e sintomas
Muitas das lesões de CIOP podem ser assintomáticas e descobertas como um achado radiográfico em exames de rotina. Lesões mais avançadas podem produzir sinais e sintomas inespecíficos, como:
- Tumefação
- Dor
- Ulceração
- Mobilidade dentária
- Alvéolo que não cicatriza
- Fraturas patológicas
- Parestesia

## Aspectos radiográficos e histológicos

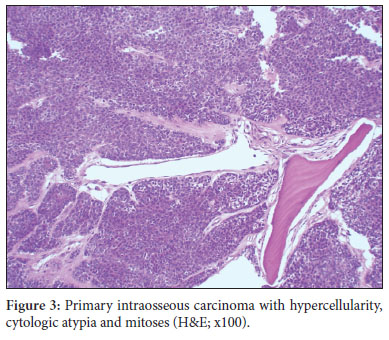
Carcinoma intraósseo primário. Nota-se hipercelularidade, atipia celular e mitoses. (HE, aumento de x100)

O CIOP é radiograficamente uma lesão radiolúcida, uni ou multilocular, de tamanho, forma e margens variáveis. Normalmente possui bordas irregulares e mal delimitadas. A ausência de delimitação radiográfica e deslocamento do canal mandibular podem ser sugestivas de CIOP.
Histologicamente, esse tumor não possui características patognomônicas que possam imediatamente distingui-lo, sendo seu diagnóstico primariamente por exclusão de outros tumores. É caracterizado por hipercelularidade, células epiteliais escamosas com atipia e alto número de mitoses. Pode haver diferenciação das células escamosas, sem queratinização protuberante. Em alguns casos, pode haver um padrão de crescimento plexiforme ou células em paliçada periféricas que sugerem a origem odontogênica. Áreas de necrose são incomuns.

## Causas
Sua etiologia é desconhecida, mas teoriza-se que a inflamação crônica seja um estimulador da transformação de cistos benignos em lesões malignas. O CIOP pode surgir como uma lesão de novo, mas cerca de 70% dos casos se desenvolve a partir de cistos preexistentes.
Cistos frequentemente associados ao CIOP são:
- Cisto residual
- Cisto dentígero
- Cisto periodontal lateral
- Cisto odontogênico calcificante
- Queratocisto odontogênico

## Epidemiologia
Afeta primariamente a mandíbula posterior (corpo e ramo), mas também pode acontecer na maxila. Possui predileção por homens (2:1), e a maior parte dos pacientes afetados possui mais de 55-60 anos.

## Diagnóstico
O diagnóstico do CIOP é feito através de exame anatomopatológico e se dá por exclusão: ao excluir-se lesões metastáticas, outros tumores odontogênicos malignos, tumores de glândulas salivares intraósseos e carcinomas de outras estruturas adjacentes (carcinoma espinocelular gengival, carcinoma de assoalho de cavidade oral), qualquer tumor maligno de origem escamosa é classificado como CIOP.
A última classificação da OMS unificou as três subcategorias anteriores em uma só, sob o nome de CIOP:
- Tipo 1: carcinoma CIOP ex-cístico
- Tipo 2: CIOP ex-queratocisto odontogênico
- Tipo 3: CIOP sólido ou de novo

## Tratamento
Recomenda-se ressecção cirúrgica radical e, em casos de linfonodos afetados, dissecção dos linfonodos cervicais ipsilaterais. Quimioterapia e radioterapia têm sido usadas em lesões não controladas cirurgicamente. Radioterapia adjuvante pode ser utilizada, com melhor desempenho na sobrevida global ao ser associada com cirurgia. De quimioterápicos, a associação de cisplatina com paclitaxel ou gencitabina é utilizada. Novas terapias-alvo com nimotuzumabe e cetuximabe também podem ser utilizadas.
O prognóstico é desfavorável, e a taxa de sobrevida global em 2 anos e em 5 anos, respectivamente, é de 60,7% e 38,5%. A taxa de sobrevida livre de progressão em 2 anos e em 5 anos, respectivamente, é de 42,9% e 30,8%.